# Жужеля
Жужеля (пол. Żużela) — село в Польщі, у гміні Крапковиці Крапковицького повіту Опольського воєводства.
Населення — 578 осіб (2011).

## Демографія
Демографічна структура станом на 31 березня 2011 року:
|          | Загалом | Допрацездатний вік | Працездатний вік | Постпрацездатний вік |
| -------- | ------- | ------------------ | ---------------- | -------------------- |
| Чоловіки | 276     | 70                 | 169              | 37                   |
| Жінки    | 302     | 48                 | 171              | 83                   |
| Разом    | 578     | 118                | 340              | 120                  |